# Usine de locomotives électriques Kim Jong-tae

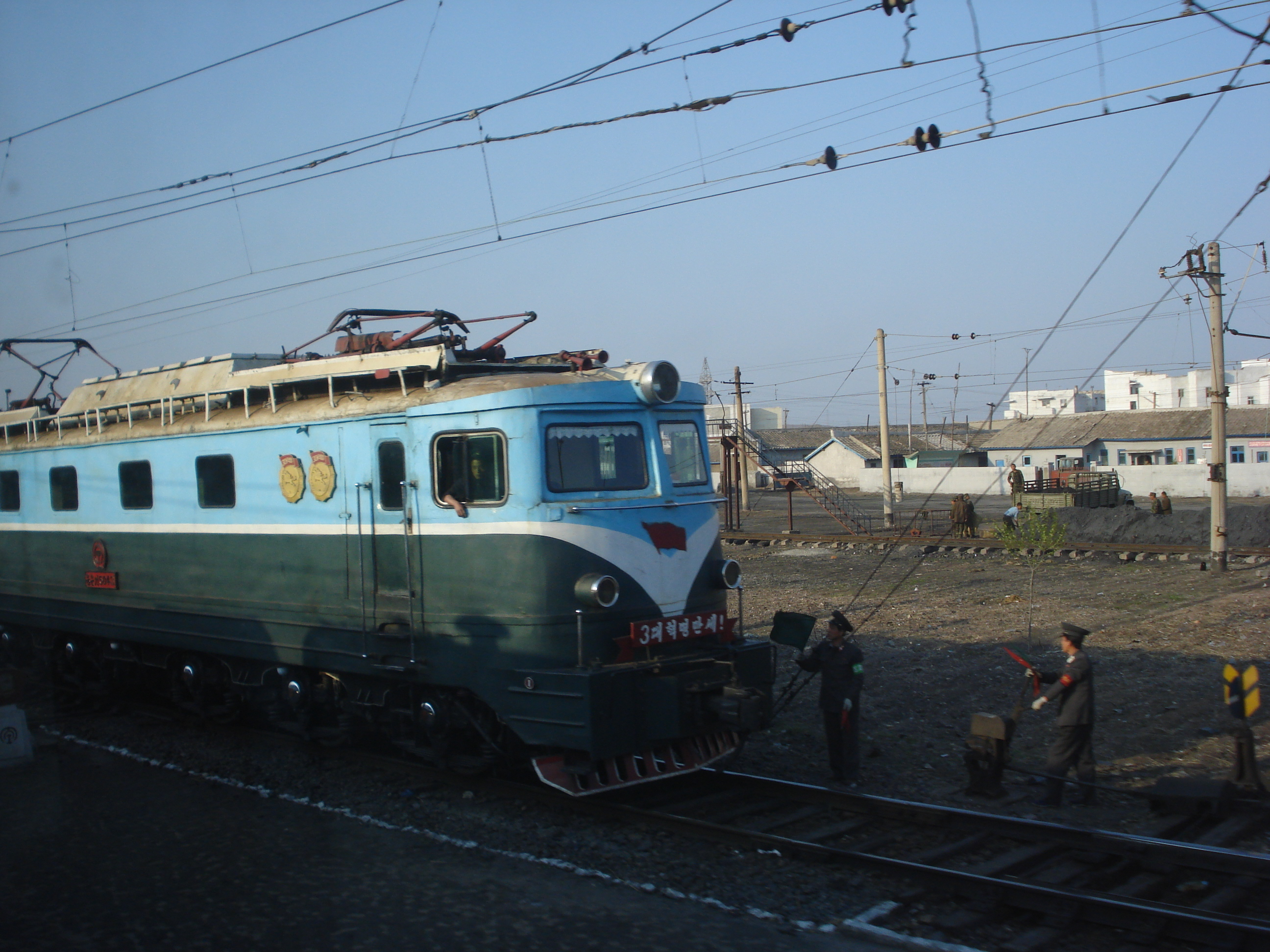
Locomotive électrique en Corée du Nord

L'usine de locomotives électriques Kim Jong-tae est une entreprise nord-coréenne qui produit des locomotives électriques. 
La Corée du Nord a produit ses premières locomotives électriques dans les années 1960. Un des premiers modèles, fabriqué en 1968, a participé au rétablissement de la liaison ferroviaire intercoréenne, pour la première fois depuis 57 ans, le 17 mai 2007.
Située dans le district Seosong de Pyongyang, l'usine porte le nom de Kim Jong-tae, militant sud-coréen exécuté en 1969 pour son appartenance au Parti révolutionnaire pour la réunification.
L'entreprise, initialement appelée "Complexe économique électrique Kim Jong-tae" a été rebaptisée sous son nom actuel après avoir été restructurée, fin 1999 et début 2000, à l'instar de 40 autres des principaux groupes nord-coréens.
À la suite d'une visite du dirigeant nord-coréen Kim Jong-il le 5 janvier 2002, l'usine a produit une nouvelle gamme de locomotives électriques.